# Jaune canari
Pour les articles homonymes, voir Canari (homonymie).

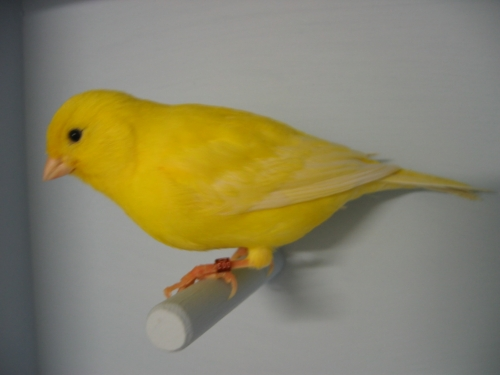
Le canari dont le plumage inspire le nom de couleur.

Le nom de couleur jaune canari, anciennement appelé jaune serin ou jaune queue de serin, jaune de primuline, jaune Clayton ou jaune de thiazol, désigne une nuance de jaune, d'après celle d'une partie du plumage de l'oiseau appelé Canari.
Les nuanciers donnent 250 jaune canari ; 018 canari.
Le Répertoire de couleurs de la Société des chrysanthémistes de 1905 donne quatre tons de Jaune Canari que les auteurs classent entre le Jaune Pyrêthre et le Jaune soufre, tirant légèrement plus vers l'orangé. Il donne jaune serin, jaune de primuline, jaune Clayton, jaune de thiazol comme synonymes. Le jaune de primuline avait été lancé en 1888. Le nom de couleur jaune serin est attesté dès 1786, et en 1811 l'Encyclopédie méthodique indique que c'est le nom commercial d'une teinture de quercitron. Le jaune Clayton et le jaude thiazol sont des colorants diazoaminés inventés dans les dernières années du XIXe siècle.
Cinquante ans auparavant, Michel-Eugène Chevreul, situant les couleurs les unes par rapport aux autres et par rapport aux raies de Fraunhofer, évalue le jaune canari comme 1 jaune 6 ton.
L'expression jaune canari est attestée en 1823.